# Communauté d'agglomération du Pays Nord Martinique
La communauté d’agglomération du Pays Nord Martinique (CAP Nord) est une communauté d'agglomération française, située dans le département de la Martinique.

## Histoire
La communauté de communes du Nord de la Martinique devient la communauté d'agglomération du Pays Nord Martinique le 3 septembre 2013.

## Territoire communautaire

### Géographie
Elle est située dans la moitié nord de l'île de la Martinique.

### Composition
La communauté d'agglomération est composée des 18 communes suivantes :

| Nom                | Code Insee | Gentilé                      | Superficie (km2) | Population (dernière pop. légale) | Densité (hab./km2) |
| ------------------ | ---------- | ---------------------------- | ---------------- | --------------------------------- | ------------------ |
| Le Marigot (siège) | 97216      | Marigotains                  | 21,63            | 2 991 (2022)                      | 138                |
| L'Ajoupa-Bouillon  | 97201      | Bouillonais                  | 12,3             | 1 693 (2022)                      | 138                |
| Basse-Pointe       | 97203      | Pointois                     | 27,95            | 2 810 (2022)                      | 101                |
| Bellefontaine      | 97234      | Bellifontains                | 11,89            | 1 824 (2022)                      | 153                |
| Le Carbet          | 97204      | Carbetiens                   | 36               | 3 619 (2022)                      | 101                |
| Case-Pilote        | 97205      | Case-Pilotins                | 18,44            | 4 524 (2022)                      | 245                |
| Fonds-Saint-Denis  | 97208      | Denisiens                    | 24,28            | 641 (2022)                        | 26                 |
| Grand'Rivière      | 97211      | Riverains                    | 16,6             | 508 (2022)                        | 31                 |
| Gros-Morne         | 97212      | Gros-Mornais                 | 54,25            | 9 752 (2022)                      | 180                |
| Le Lorrain         | 97214      | Lorinois                     | 50,33            | 6 607 (2022)                      | 131                |
| Macouba            | 97215      | Macoubétins                  | 16,93            | 1 001 (2022)                      | 59                 |
| Le Morne-Rouge     | 97218      | Rubi-mornais                 | 37,64            | 4 469 (2022)                      | 119                |
| Le Morne-Vert      | 97233      | Morniverdais ou Verdimornais | 13,37            | 1 748 (2022)                      | 131                |
| Le Prêcheur        | 97219      | Préchotins                   | 29,92            | 1 463 (2022)                      | 49                 |
| Le Robert          | 97222      | Robertins                    | 47,3             | 21 490 (2022)                     | 454                |
| Saint-Pierre       | 97225      | Pierrotains                  | 38,72            | 4 069 (2022)                      | 105                |
| Sainte-Marie       | 97228      | Samaritains                  | 44,55            | 14 827 (2022)                     | 333                |
| La Trinité         | 97230      | Trinitéens                   | 45,77            | 11 622 (2022)                     | 254                |

### Démographie
| 1967    | 1974    | 1982   | 1990    | 1999    | 2006    | 2011    | 2016    | 2022   |
| ------- | ------- | ------ | ------- | ------- | ------- | ------- | ------- | ------ |
| 100 743 | 100 439 | 94 666 | 102 258 | 108 470 | 110 873 | 107 501 | 101 863 | 95 658 |

## Administration

### Siège
Le siège de la communauté d'agglomération est situé au Marigot.

### Élus
Le conseil communautaire de la communauté d'agglomération se compose de 53 conseillers, représentant chacune des communes membres et élus pour une durée de six ans.
Ils sont répartis comme suit :
| Nombre de conseillers | Communes                                             |
| --------------------- | ---------------------------------------------------- |
| 13                    | Le Robert                                            |
| 9                     | Sainte-Marie                                         |
| 6                     | La Trinité                                           |
| 5                     | Gros-Morne                                           |
| 3                     | Le Lorrain                                           |
| 2                     | Le Carbet, Case-Pilote, Le Morne-Rouge, Saint-Pierre |
| 1 (+1 suppléant)      | les 9 autres communes                                |

### Présidence
À la suite des élections municipales de 2020 en Martinique, le conseil communautaire du 15 juillet 2020 a élu son président, Bruno Nestor Azerot, maire de Sainte-Marie, ainsi que ses 15 vice-présidents et 4 conseillers délégués.
| Période | Période  | Identité            | Étiquette                        | Qualité                         |
| ------- | -------- | ------------------- | -------------------------------- | ------------------------------- |
| 2008    | 2014     | Ange Lavenaire      | RDM                              | Maire du Marigot (1995 → 2014)  |
| 2014    | 2020     | Alfred Monthieux    | RDM                              | Maire du Robert (1998 → )       |
| 2020    | En cours | Bruno Nestor Azerot | "Mouvement initiative populaire" | Maire de Sainte-Marie (2017 → ) |

### Compétences
D'après le site de CAP Nord :
- Compétences obligatoires
  - Développement économique

Création, aménagement, entretien de zones d’activité industrielle, commerciale, tertiaire, artisanale, touristique, portuaire ou aéroportuaire qui sont d’intérêt communautaire ; actions de développement économique d’intérêt communautaire.
- - Aménagement de l’espace

Schéma de Cohérence Territoriale et schéma de secteur (y compris le volet maritime du SCOT), Création et réalisation de zones d’aménagement concerté d’intérêt communautaire ; Organisation des transports urbains au sens du chapitre II du titre II de loi no 82-1153 du 30 décembre 1982 d’orientation des transports intérieurs, sous réserve des dispositions de l’article 46 de cette loi.
- - Équilibre social de l’habitat

Programme local de l’habitat (PLH) ; politique du logement d’intérêt communautaire ; actions et aides financières en faveur du logement social d’intérêt communautaire ; réserves foncières pour la mise en œuvre de la politique communautaire d’équilibre social de l’habitat ; actions, par des opérations d’intérêt communautaire, en faveur du logement des personnes défavorisées ; amélioration du parc immobilier bâti d’intérêt communautaire.
- - Politique de la Ville

Dispositifs contractuels de développement urbain, de développement local et d’insertion économique et sociale d’intérêt communautaire, Dispositifs locaux, d’intérêt communautaire, de prévention de la délinquance
- Compétences optionnelles
  - Création ou aménagement et entretien de voirie d’intérêt communautaire ; création ou aménagement et gestion de parcs de stationnement d’intérêt communautaire.
  - Protection et mise en valeur de l’environnement et du cadre de vie

Lutte contre la pollution de l’air, lutte contre les nuisances sonores, soutien aux actions de maîtrise de la demande d’énergie, élimination et valorisation des déchets des ménages et déchets assimilés.
- - Construction, aménagement, entretien et gestion d’équipements culturels et sportifs d’intérêt communautaire.
- Compétences facultatives
  - Création, extension, entretien d’équipements touristiques structurants
  - Promotion de la culture et valorisation du patrimoine du Nord de la Martinique
  - Étude et réalisation de sentiers pédestres d’intérêt communautaire
  - Contrat de rivière du bassin versant du Galion
  - Contrat de baie de Saint-Pierre
  - Élaboration et mise en œuvre d’un Schéma des déplacements et des transports terrestres (urbains et inter urbains), maritimes (passagers et matériaux) et aériens (aérodrome de Basse- Pointe)
  - Informatique et Technologies de l’Information et de la Communication :
    1. Plan Informatique Intercommunal au service des municipalités et de leurs établissements publics annexes (logiciels métiers, serveurs, onduleurs pour les serveurs, matériels actifs de transmission de données « intra bâtiment »)
    2. Gestion d’infrastructures de communication et d'interconnexion entre les communes et CAP Nord Martinique
    3. Développement et exploitation de solutions intercommunales d’information, d’échange, de services et usages en ligne
    4. Développement et exploitation de solutions TIC homogènes en accompagnement du développement économique
    5. Assistance aux communes dans le cadre de leur compétence informatique et TIC.

### Régime fiscal et budget
Le régime fiscal de la communauté d'agglomération est la fiscalité professionnelle unique (FPU).